# Trouble Is...
Albums de Kenny Wayne Shepherd
Ledbetter Heights
(1995) Live On
(1999)
Trouble Is... est le deuxième album studio du guitariste/chanteur américain Kenny Wayne Shepherd.

## Historique
Réalisé en partie avec le groupe qui l'accompagne en tournée, il est sorti le 7 octobre 1997 sous le nom du Kenny Wayne Shepherd Band. Un chanteur natif de Cincinnati, Noah Hunt, rejoint le groupe et participe à l'enregistrement de cet album.
Enregistré en majorité au Studio The Plant à Sausalito, cet album est produit par Jerry Harrison, ex-membre des Talking Heads et producteur entre autres de l'album Throwing Copper du groupe Live.
Sur cet album on trouve de nombreuses guest stars, entre autres la section rythmique (Shannon / Layton) et le claviériste (Reese Wynans) de Double Trouble, le groupe de Stevie Ray Vaughan et de l'harmoniciste James Cotton. Il comprend deux reprises, une de Jimi Hendrix et une de Bob Dylan.
Trouble Is... se classa à la 74e place du Billboard 200 et entra immédiatement à la 1er place au Top Blues Album du Billboard Magazine. Il y restera classé 104 semaines et sera certifié disque de platine par la RIAA en 1999.
Le titre "Trouble Is..." sera nommé dans la catégorie "Best Rock Instrumental Performance" pour la 41e ceremonie des Grammy Awards et "Blue On Black recevra le billboard music award du "titre rock de l'année".

## Liste des titres
1. Slow Ride (Kenny Wayne Shepherd / Mark Selby / Danny Tate) - 3:49
2. True Lies (Shepherd / Tate) - 5:48
3. Blue On Black (Shepherd / Selby / Tia Sillers) - 5:30
4. Everything Is Broken (Bob Dylan) - 3:48
5. I Don't Live Today (Jimi Hendrix) - 4:34
6. (Long) Gone (Shepherd / Selby / Tate) - 5:24
7. Somehow, Somewhere, Someway (Shepherd / Tate) - 5:34
8. I Found Love (When I Found You) (Shepherd / Tate) - 4:01
9. King's Highway (Shepherd / Selby / Sillers)- 4:17
10. Nothing To Do With Love (Frankie Miller / Jerry Lynn Williams) - 4:49
11. Chase the Rainbow (Shepherd) - 4:57
12. Trouble Is... (Shepherd / Chris Layton / Tommy Shannon / Reese Wynans) - 3:57

## Charts et Certifications

### Album
Charts
| Pays             | Chart                  | Durée du classement | Meilleur classement | Date            |
| ---------------- | ---------------------- | ------------------- | ------------------- | --------------- |
| États-Unis       | Billboard 200          | 62 semaines         | 74e                 | 25 octobre 1997 |
| États-Unis       | Billboard Blues Albums | 104 semaines        | 1er                 | 25 octobre 1997 |
| Nouvelle-Zélande | RMNZ Singles Top40     | 2 semaines          | 36e                 | 7 décembre 1997 |

Certifications
| Pays       | Ventes      | Certification | Date             |
| ---------- | ----------- | ------------- | ---------------- |
| États-Unis | 500 000 +   | Or            | 11 juin 1998     |
| États-Unis | 1 000 000 + | Platine       | 22 janvier 1999  |
| Canada     | 50 000 +    | Or            | 24 novembre 1999 |

### Singles
| Titre                       | Chart                  | Durée du classement | Position | Date              |
| --------------------------- | ---------------------- | ------------------- | -------- | ----------------- |
| Slow Ride                   | Mainstream Rock Tracks | 25 semaines         | 3e       | 8 novembre 1997   |
| Slow Ride                   | RPM Top Singles        | 4 semaines          | 83e      | 26 janvier 1998   |
| Blue On Black               | Hot 100                | 10 semaines         | 78e      | 9 mai 1998        |
| Blue On Black               | Mainstream Rock Tracks | 42 semaines         | 1er      | 18 avril 1998     |
| Blue On Black               | RPM Top Singles        | 17 semaines         | 47e      | 16 mars 1998      |
| Somehow, Somewhere, Someway | Mainstream Rock Tracks | 22 semaines         | 3e       | 19 septembre 1998 |
| Everything Is Broken        | Mainstream Rock Tracks | 16 semaines         | 10e      | 6 février 1999    |
| Everything Is Broken        | RPM Top Singles        | 10 semaines         | 78e      | 1er mars 1999     |